# Список епізодів мінісеріалу «Тихий океан»
Список епізодів мінісеріалу «Ти́хий океа́н», спродюсованого Стівеном Спілбергом і Томом Генксом, який йшов у США на каналі HBO з 14 березня по 16 травня 2010 року.

## Список епізодів
| # | Назва                                                                           | Режисер(и)                     | Сценарист(и)                                 | Дата показу в США |
| --- | ------------------------------------------------------------------------------- | ------------------------------ | -------------------------------------------- | ----------------- |
| 1 | «Частина Один (Гуадалканал/Лекі)» «Part One (Guadalcanal/Leckie)»               | Тім Ван Паттен                 | Брюс МакКенна                                | 14 березня 2010   |
| Роберт Лекі і 1-й полк морскої піхоти, висаджуються на Гуадалканалі і беруть участь в битві біля гирла річки Тенару. |                                                                                 |                                |                                              |                   |
| 2 | «Частина Два (Бейзілон)» «Part Two (Basilone)»                                  | Девід Наттер                   | Брюс МакКенна                                | 21 березня 2010   |
| Джон Бейзілон і 7-й полк морської піхоти висаджуються на Гуадалканалі для посилення оборони навколо аеродрому Гендерсон-Філд. |                                                                                 |                                |                                              |                   |
| 3 | «Частина Три (Мельбурн)» «Part Three (Melbourne)»                               | Джеремі Подесва                | Джордж Пелеканос і Мішель Ешфорд             | 28 березня 2010   |
| 1-а дивізія морської піхоти залишає Гуадалканал і відправляється в Мельбурн, Австралія на переформування. Бейзілон отримує Медаль Пошани і прямує додому в США, щоб брати участь у кампанії з продажу облігацій військової позики. |                                                                                 |                                |                                              |                   |
| 4 | «Частина Чотири (Глостер/Павуву/Баніка)» «Part Four (Gloucester/Pavuvu/Banika)» | Ґрем Йост                      | Роберт Шенккен і Ґрем Йост                   | 4 квітня 2010     |
| Юджин Следж записується в морську піхоту і проходить курс військової підготовки, поки Лекі у складі 1-ї дивізії морської піхоти бере участь у битві за мис Глостер. Згодом Лекі лікується від енурезу.                             |                                                                                 |                                |                                              |                   |
| 5 | «Частина П'ять (Висадка на Пелеліу)» «Part Five (Peleliu Landing)»              | Карл Франклін                  | Ларрі Ендріс і Брюс МакКенна                 | 11 квітня 2010    |
| Следж і Лекі висаджуються разом з 1-ї дивізією морської піхоти на Пелеліу. |                                                                                 |                                |                                              |                   |
| 6 | «Частина Шість (Аеродром Пелеліу)» «Part Six (Peleliu Airfield)»                | Тоні То                        | Брюс МакКенна, Ларрі Ендріс і Роберт Шенккан | 18 квітня 2010    |
| Морські піхотинці захоплюють життєво необхідний аеродром на Пелеліу. Лекі поранений вибуховою хвилею і евакуйований. |                                                                                 |                                |                                              |                   |
| 7 | «Частина Сім (Пагорби Пелеліу)» «Part Seven (Peleliu Hills)»                    | Тім Ван Паттен                 | Брюс МакКенна                                | 25 квітня 2010    |
| Следж і п'ятий полк морської піхоти беруть участь у кровопролитних боях проти японців у горах Пелеліу. |                                                                                 |                                |                                              |                   |
| 8 | «Частина Вісім (Іводзіма)» «Part Eight (Iwo Jima)»                              | Девід Наттер і Джеремі Подесва | Роберт Шенккен и Мішель Ешфорд               | 2 травня 2010     |
| Бейзілон переводиться в 5-у дивізію морської піхоти і висаджується на Іводзімі. |                                                                                 |                                |                                              |                   |
| 9 | «Частина Дев'ять (Окінава)» «Part Nine (Okinawa)»                               | Тім Ван Паттен                 | Брюс МакКенна                                | 9 травня 2010     |
| Следж і 1-а дивізія морської піхоти висаджуються на Окінаві. |                                                                                 |                                |                                              |                   |
| 10 | «Частина Десять (Дім)» «Part Ten (Home)»                                        | Джеремі Подесва                | Брюс МакКенна і Роберт Шенккен               | 16 травня 2010    |
| Следж і Лекі повертаються додому після капітуляції Японії. |                                                                                 |                                |                                              |                   |